# Tira-linhas

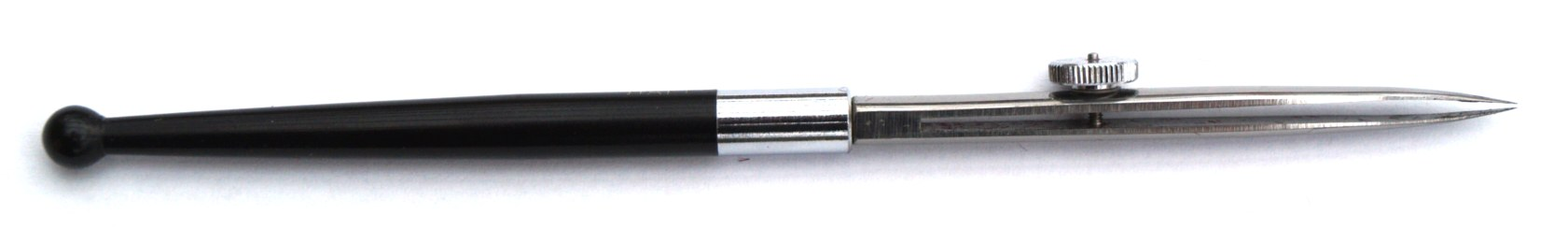
Tira-linhas.

O tira-linhas é um instrumento próprio para desenho técnico. É usado para realizar traços com tinta nanquim(pt-BR) ou tinta da china(pt-PT?) ou outras tintas líquidas. Permite desenhar as linhas mais finas com precisão. A espessura da linha pode ser aumentada ou diminuída ajustando o parafuso que une as lâminas, que nalguns modelos apresenta uma escala numerada. É usado com auxilio de régua, de esquadro, e de régua "T", transferidor e outros tipos de réguas curvas e de formas.

## Uso
Era originalmente usado para desenhos técnicos nas áreas do desenho em  arquitectura, engenharia e cartografia. Com o aparecimento de canetas com depósito de tinta (e do desenho assistido por computador) caiu em desuso.
Atualmente, é apenas usado nas áreas de molduras decoradas e da caligrafia.
Também ainda é usado nas escolas, nas disciplinas de Desenho e de Artes, dada a perícia que o seu uso requer.

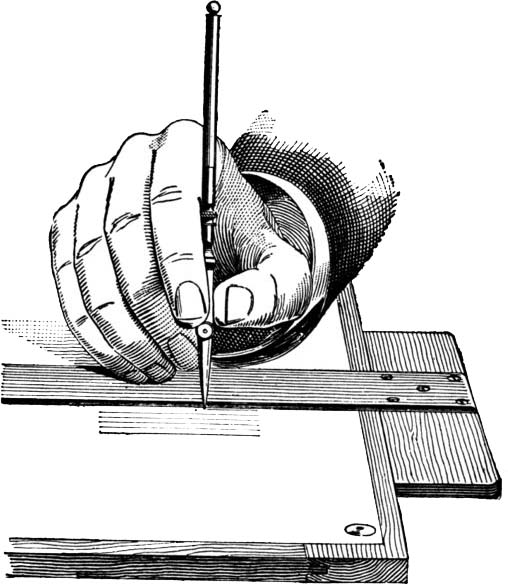
Ilustração de um tira linhas desenhando linhas retas do livro Illustration of ruling pen use from A Textbook on Ornamental Design (1901)